# 増田福太郎
増田 福太郎（ますだ ふくたろう、1903年6月25日 - 1982年11月15日）は日本の法学者。第二次世界大戦前に台北帝国大学の助教授をつとめた頃に得た知見をもとにした台湾研究で知られる。法学のみならず、台湾における宗教関連の著作もある。

## 経歴
1903年6月25日に新潟県中頸城郡高田町に生まれた。第一高等学校文科甲類を経て、1927年に東京帝国大学法学部法律学科を卒業。1929年3月に同大学院を満期退学（法理学)。
大学院を卒業後、台湾総督府嘱託として台湾へ渡った。どういうわけか法学ではなく、現地の宗教調査を任務とした。ただし、この調査は早々に中断され、1930年5月からは台北帝国大学講師となった。大学では理農学部で農業法律学などを教えていたという。1939年に内地に戻った後は研究員や学校の講師をつとめながらも、台湾に関するいくつかの著作を上梓した。1945年10月には勲五等瑞宝章を叙勲している。その後は日本国内の大学で教鞭をとった（資料によれば長崎大学（1953年 - ）、岡山大学（1956年 - ）、福岡大学（1965年 - ）、亜細亜大学（1973年 - ）など）。1982年11月15日死去。

## 業績
著作の『未開社会における法の成立』（法学博士の学位論文で学位授与年月日は1961年12月26日）は台湾時代に収集した資料をもとに、未開法の成立や特徴について述べたものである。ほとんどの一次資料は増田本人が台湾原住民のすべてのグループから広く聞き取り調査したもので、その中から230あまりの事例をあげて考察を加えてある。法人類学的な内容で、台湾原住民社会の研究において「法研究という1つのジャンルを開拓した」ものと評価される。
宗教関連では、原住民だけでなく扶箕などの華人社会の道教的信仰についての著作もある（『台湾本島人の宗教』1935年）。